# 北浦湖畔駅
北浦湖畔駅（きたうらこはんえき）は、茨城県鉾田市梶山にある鹿島臨海鉄道大洗鹿島線の駅である。
大洗鹿島線内では最も北浦の湖畔に近い駅で、高台となっている当駅ホームから北浦を一望できる。

## 歴史
- 1985年（昭和60年）3月14日 - 大洗鹿島線開通と同時に開業[1]。

## 駅構造
単式ホーム1面1線を有する高架駅。築堤上のホームへは階段を上る。無人駅であり、ホーム上には簡易な待合室が設置されているのみである。
ホームへの階段の傍に駐車場・駐輪場・電話ボックス・トイレが設けられている。

### 当駅における運行形態
- 上り（新鉾田・大洗・水戸方面）
  - 日中は概ね1-2時間に1本の普通列車（水戸行）が停車する[3]。
- 下り（大洋・鹿島大野・鹿島神宮方面）
  - 日中は概ね1-2時間に1本の普通列車（鹿島神宮行）が停車する[3]。

## 利用状況
| 1日乗降人員推移 | 1日乗降人員推移 |
| 年度            | 1日平均人数     |
| --------------- | --------------- |
| 2011年          | 17              |
| 2012年          | 30              |
| 2013年          | 29              |
| 2014年          | 36              |
| 2015年          | 42              |
| 2016年          | 34              |
| 2017年          | 26              |
| 2018年          | 30              |

## 駅周辺
- 北浦
- 鉾田市立上島西小学校
- 内閣衛星情報センター北浦副センター - 北浦対岸の行方市にある情報収集衛星地上局。駅や車窓から2基のアンテナレドームが見える。
- 茨城県道242号鉾田鹿嶋線
- 茨城県道18号茨城鹿島線
- 鉾田警察署梶山駐在所

## 隣の駅
鹿島臨海鉄道
■大洗鹿島線
新鉾田駅 - 北浦湖畔駅 - 大洋駅